# Colliers
Colliers International Group Inc. er en canadisk ejendomsservice- og ejendomsinvesteringsvirksomhed med hovedkvarter i Toronto. De har ca. 19.000 ansatte på over 400 kontorer i 65 lande.
Deres services relaterer til fast ejendom, hvilket inkluderer konsulentydelser, investeringer, viceværtservices, projektstyring, værdiansættelse og salg.